# Morbillivirus
Genre
Espèces de rang inférieur
- Morbillivirus canis
- Morbillivirus caprinae
- Morbillivirus ceti
- Morbillivirus felis
- Morbillivirus hominis
- Morbillivirus myotis
- Morbillivirus pecoris
- Morbillivirus phocae
- Morbillivirus phyllostomi
- Morbillivirus suis

Morbillivirus est un genre de virus à ARN simple brin et à polarité négative, de la famille de Paramyxoviridés.
Le virus de la rougeole, celui de la maladie de Carré, celui de la peste des petits ruminants et de la peste bovine en font partie.

## Description
Les morbilivirus provoquent essentiellement des lésions de l'appareil respiratoire et du système nerveux ainsi qu'une congestion généralisée des organes. 
On a identifié certaines espèces comme atteignant en Méditerranée le phoque moine de Méditerranée et les odontocètes. 

## Liste des espèces
Selon la liste des espèces de virus n°40 de l’ICTV de 2024, :
- Morbillivirus canis : Virus de la maladie de Carré, ou Morbillivirus des canidés (canine distemper virus)
- Morbillivirus caprinae : Virus de la peste des petits ruminants
- Morbillivirus ceti : Morbillivirus des cétacés
- Morbillivirus felis : Morbillivirus félin
- Morbillivirus hominis : Virus de la rougeole (measles virus)
- Morbillivirus myotis : Morbillivirus des chauves-souris Myotis
- Morbillivirus pecoris : Virus de la peste bovine appelé aussi Peste bovine[note 1] (rinderpest virus)
- Morbillivirus phocae : Virus de la maladie de Carré du phoque (phocine distemper virus)
- Morbillivirus phyllostomi : Morbillivirus des chauves-souris Phyllostomus
- Morbillivirus suis : Morbillivirus porcin